# Pierre Chanel

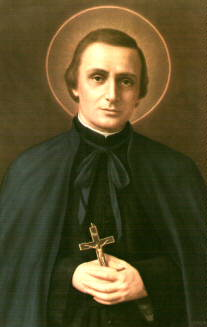
Pierre Chanel

Pierre Louis-Marie Chanel (Im Deutschen gewöhnlich Peter Chanel) (* 12. Juli 1803 in Cuet (heute Montrevel-en-Bresse), Département Ain, Frankreich; † 28. April 1841 auf Futuna) war ein katholischer Missionar und Märtyrer.

## Leben
Peter Chanel studierte Theologie am Priesterseminar in Brou, wurde 1827 zum Priester geweiht und war danach Vikar in Ambérieu und Pfarrer in Crozet. 1831 trat er der noch jungen Gemeinschaft der Maristenpatres bei und wurde Lehrer in Belley. 1836 reiste er im Alter von 34 Jahren als Missionar mit Bischof Pompallier in die Südsee nach Futuna. Im Jahr 1835 hatte Papst Gregor XVI. die apostolischen Vikariate Westliches und Östliches Ozeanien geschaffen und damit die christliche Missionierung Ozeaniens eingeleitet.
Peter Chanels Wirken war nur von wenig Erfolg gekrönt. Als jedoch der Häuptlingssohn sich taufen lassen wollte, sah der Häuptling Niuliki seine Autorität gefährdet und beauftragte seinen Schwiegersohn Musumusu mit der Ermordung Chanels. Pierre Chanel wurde erschlagen. Als ein Jahr später der Generalvikar der Missionen den Leichnam bergen wollte, baten zahlreiche Einheimische um die Taufe. Nur wenige Jahre später ließ sich die gesamte Bevölkerung taufen. Bis heute sind 98 % der Bevölkerung römisch-katholisch.

## Seligsprechung und Heiligsprechung
Peter Chanel ist heute der Schutzpatron Ozeaniens, und am Ort seines Todes wurde die Basilika Saint Pierre Chanel errichtet. Er wurde am 16. November 1889 von Papst Leo XIII. seliggesprochen. Seine Heiligsprechung durch Papst Pius XII. erfolgte am 13. Juni 1954.
Sein Festtag ist der 28. April. Die Kirche seines Geburtsortes Cuet ist Ziel von Wallfahrten.

## Schriften
- Écrits du Père Pierre Chanel, missionaire mariste à Futuna 1803–1841, Hrsg. Claude Rozier. Musée de l’homme, Paris 1960.